# Natthaya Thanaronnawat
Natthaya Thanaronnawat (ur. 12 czerwca 1979) – tajska lekkoatletka specjalizująca się w biegach długodystansowych. Olimpijka.
Thanaronnawat w 2015 zdobyła złoty medal w biegu maratońskim podczas igrzysk Azji Południowo-Wschodniej. W sierpniu 2016 wystartowała w olimpijskim maratonie – podczas biegu w Rio de Janeiro uzyskała czas 3:11:31, zajmując 130. pozycję.
Rekord życiowy: maraton – 2:44:45 (17 stycznia 2016, Houston).

## Osiągnięcia
| Rok  | Impreza                             | Miejsce        | Konkurencja | Pozycja      | Wynik   |
| ---- | ----------------------------------- | -------------- | ----------- | ------------ | ------- |
| 2015 | Igrzyska Azji Południowo-Wschodniej | Singapur       | maraton     | 1. miejsce   | 3:03:25 |
| 2016 | Igrzyska olimpijskie                | Rio de Janeiro | maraton     | 130. miejsce | 3:11:31 |
| 2017 | Igrzyska Azji Południowo-Wschodniej | Kuala Lumpur   | maraton     | 3. miejsce   | 2:58:17 |